# Hervé Rigot

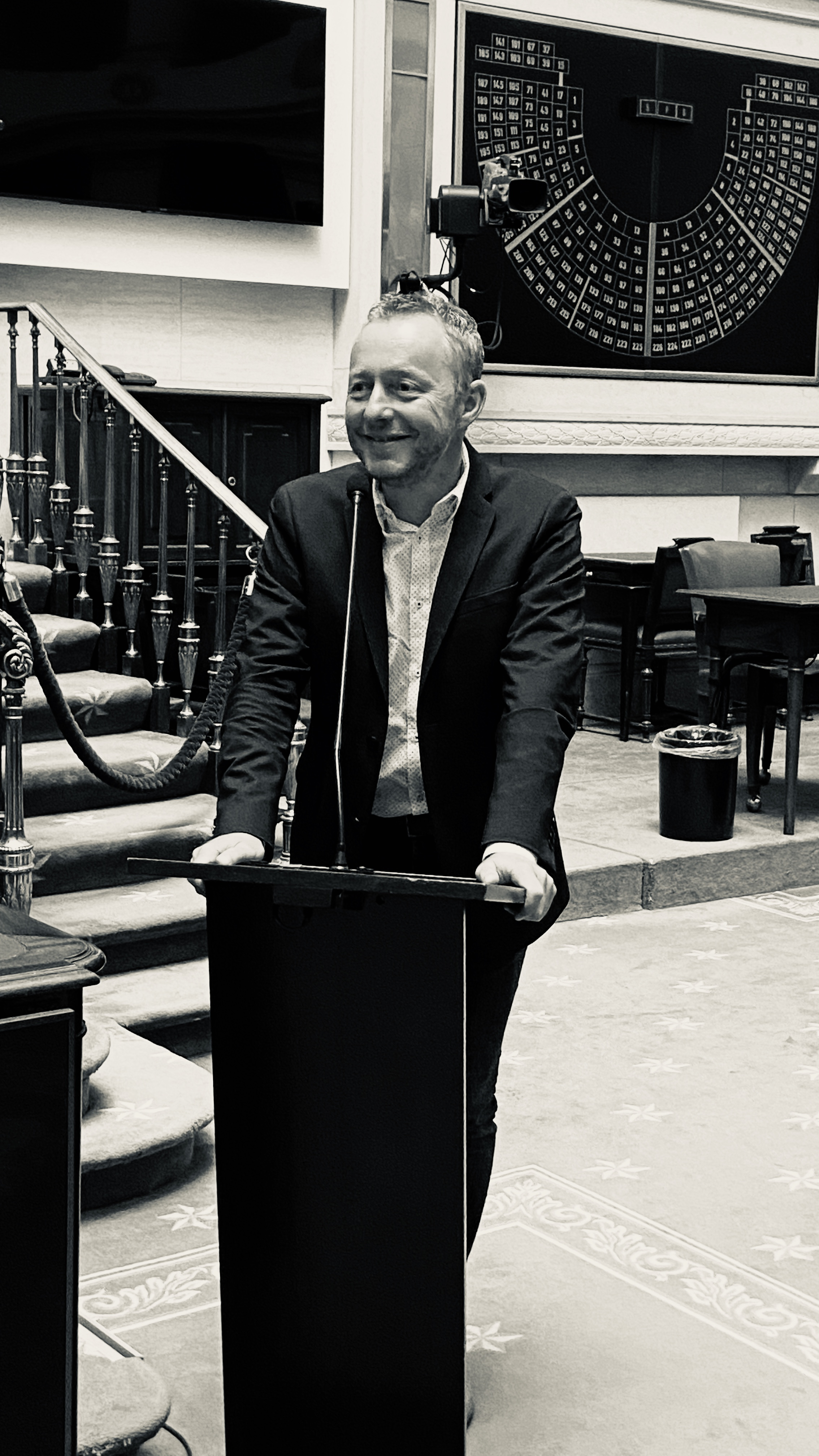
Hervé Rigot

Hervé Rigot (Borgworm, 12 maart 1974) is een Belgisch politicus voor de PS.

## Levensloop
Rigot is van opleiding master in de criminologie aan de Universiteit Luik. Na zijn studies ging hij werken bij het Fedasil, de overheidsinstelling die verantwoordelijk is voor de opvang van asielzoekers: van 2000 tot 2001 als adjunct-directeur van het opvangcentrum in Charleroi, van 2001 tot 2003 als financieel directeur van het opvangcentrum in Brussel en van 2003 tot 2019 als directeur.
Hij werd eveneens politiek actief voor de PS en werd voorzitter van de jongerenafdeling van de partij in Borgworm. Van 2006 tot 2014 was hij daar gemeenteraadslid en schepen van Sport. Vervolgens verliet Rigot voor enkele jaren de politiek. In oktober 2018 werd hij opnieuw verkozen tot gemeenteraadslid en sinds december 2018 is hij er schepen van openbare werken en stedenbouw.
Bij de federale verkiezingen van mei 2019 stond Hervé Rigot als derde opvolger op de PS-lijst in de kieskring Luik. In september 2019 werd hij lid van de Kamer van volksvertegenwoordigers ter opvolging van Frédéric Daerden, die minister in de Franse Gemeenschapsregering werd. Rigot werd er voornamelijk actief in de commissies Binnenlandse Zaken en Volksgezondheid en legde zich toe op dossiers als de financiering van ziekenhuizen en het asielbeleid. Hij bleef in de Kamer zetelen tot aan de verkiezingen van juni 2024 en stond toen opnieuw als derde opvolger op de federale lijst.